# Leptonychoides juengeri
Leptonychoides juengeri là một loài bọ cánh cứng trong họ Tenebrionidae. Loài này được W. Schawaller miêu tả khoa học đầu tiên năm 1990.